# Philautus longicrus
Philautus longicrus és una espècie de granota que es troba a Indonèsia, Malàisia i les Filipines.
Està amenaçada d'extinció per la pèrdua del seu hàbitat natural.